# Arsenjewo (Tula)
Arsenjewo (russisch Арсе́ньево) ist eine Siedlung städtischen Typs in der Oblast Tula in Russland mit 4803 Einwohnern (Stand 14. Oktober 2010).

## Geographie
Der Ort liegt etwa 80 km Luftlinie südwestlich des Oblastverwaltungszentrums Tula im Gebiet zwischen den Quellen des linken Upa-Nebenflusses Misgeja und des rechten Oka-Nebenflusses Ista.
Arsenjewo ist Verwaltungszentrum des Rajons Arsenjewski sowie Sitz und einzige Ortschaft der Stadtgemeinde (gorodskoje posselenije) Rabotschi possjolok Arsenjewo.

## Geschichte
Der Ort entstand um 1900 im Zusammenhang mit dem Bau der Eisenbahnstrecke (Ranenburg –) Dankow – Smolensk der damaligen Rjasan-Uralsker Eisenbahn, als dort eine Station eröffnet wurde, um die eine Siedlung wuchs. Station und Siedlung erhielten ihren Namen nach dem lokalen Grundbesitzer A. Arsenjew.
Am 28. Juni 1924 wurde Arsenjewo Verwaltungssitz eines neu geschaffenen, nach ihm benannten Rajons. Im Zweiten Weltkrieg war Arsenjewo von Ende Oktober bis um den 22. Dezember 1941 von der deutschen Wehrmacht besetzt. 1966 erhielt der Ort den Status einer Siedlung städtischen Typs.

### Bevölkerungsentwicklung
| Jahr | Einwohner |
| ---- | --------- |
| 1939 | 1343      |
| 1959 | 1362      |
| 1970 | 3110      |
| 1979 | 4766      |
| 1989 | 5773      |
| 2002 | 5995      |
| 2010 | 4803      |

Anmerkung: Volkszählungsdaten

## Verkehr
Arsenjewo besitzt einen Bahnhof bei Kilometer 250 der 1899 eröffneten Eisenbahnstrecke Ranenburg – Suchinitschi – Smolensk. Westlich zweigte eine mittlerweile stillgelegte Güterstrecke ins 25 km südwestlich gelegene Slawny ab, die ehemals geheime Militärsiedlung Tula-50.
In die Siedlung führt die Regionalstraße 70K-038 von Schtschokino über das nördlich benachbarte Rajonzentrum Odojew. In südöstlicher Richtung folgt die 70K-025 der Bahnstrecke nach Gorbatschowo an der föderalen Fernstraße M2, zunächst nach Südwesten die 70K-039 über Slawny ebenfalls zur M2 bei Tschern.